# 3Sun
3Sun é uma fábrica de painéis fotovoltaicos fundada em 2010 em Catânia, Itália. Em 2015, a Enel Green Power (EGP) se tornou a única acionista da empresa.

## Histórico
A 3Sun foi fundada num consórcio (joint venture) entre a Enel Green Power, a Sharp Corporation e a STMicroelectronics, cada uma possuindo 33% da 3Sun. Entre 2011 e 2014, a 3Sun construiu uma fábrica de células e módulos fotovoltaicos em Catânia que empregava tecnologia de filme fino. A Sharp contribuiu com a tecnologia de filme fino de múltiplas junções (multi-junction) de silício amorfo, a Enel Green Power foi responsável pela distribuição comercial e a STMicroelectronics forneceu pessoal especializado em processos e Pesquisa e Desenvolvimento.
Em 6 de março de 2015, a Enel Green Power se tornou a única proprietária da 3Sun.
Em agosto de 2018, foi iniciada a fabricação dos painéis bifaciais Heterojunction Technology (HJT), tornando a 3Sun a fábrica mais automatizada do mundo no setor, hábil de operação contínua. As primeiras células HJT foram produzidas em fevereiro de 2019, e a produção em massa começou em agosto de 2019.
Em abril de 2022, a Enel Green Power assinou um contrato de concessão com a Comissão Europeia para financiamento subsidiado, como parte do primeiro uso do Fundo de Inovação da UE para projetos de grande escala, contribuindo para o desenvolvimento do projeto TANGO (iTaliAN pv Giga factOry). Isso envolve a construção de uma instalação de produção em escala industrial de módulos fotovoltaicos (PV) inovadores, sustentáveis e de alta eficiência na fábrica da 3Sun em Catânia.